# Черёмухов
Черёмухов — хутор, входит в состав Раковской сельской территории городского округа «город Михайловка» Волгоградской области России. Население 175 человек (2010).

## География
Расположен в северо-западной части области, в лесостепи, в пределах Приволжской возвышенности, являющейся частью Восточно-Европейской равнины. Есть пруд.
Уличная сеть состоит из двух географических объектов: ул. Советская и ул. Фрунзе.
Абсолютная высота 131 метр над уровня моря.

## Население
| 2010 |
| ---- |
| 175  |

Гендерный состав
По данным Всероссийской переписи населения 2010 года в гендерной структуре населения из 175 человек мужчин — 80, женщин — 95 (45,7 и 54,3 % соответственно).
Национальный состав
Согласно результатам переписи 2002 года, в национальной структуре населения
русские составляли 90 % из общей численности населения в 200 человек

## Инфраструктура
Было развито сельское хозяйство. Личное подсобное хозяйство.

## Транспорт
Выезд на автодорогу. Просёлочные дороги.